# Wiebke Steffen
Wiebke Steffen (* 26. Mai 1946 in Delmenhorst; † 22. Juli 2017) war eine deutsche Kriminologin.

## Leben
Wiebke Steffen ist eine Enkelin des Delmenhorster SPD-Politikers und Oberbürgermeisters Wilhelm von der Heyde. Sie besuchte das Max-Planck-Gymnasium und  studierte von 1965 bis 1973 Soziologie, Politische Wissenschaften sowie Wirtschafts- und Sozialgeschichte an den Universitäten Hamburg und Freiburg. Sie machte 1970 ihr Examen zum Magister Artium, 1976 erfolgte die Promotion.
Von 1970 bis 1973 war sie Mitarbeiterin im Forschungsbereich „Sozialarbeit“ des Institutes für Soziologie der Universität Freiburg. Von 1973 bis 1978 wissenschaftliche Referentin am Max-Planck-Institut für ausländisches und internationales Strafrecht, Forschungsgruppe Kriminologie, mit dem Schwerpunkt der Instanzenforschung (Polizei und Staatsanwaltschaft). 
1978 wechselte Wiebke Steffen zum Bayerischen  Landeskriminalamt in München. Dort baute sie die Kriminologische Forschungsgruppe der Bayerischen Polizei auf, die sie bis 2002 auch leitete. Von 1994 bis zur Beendigung ihres aktiven Dienstes Ende 2006 war sie die Leiterin des Dezernates „Forschung, Statistik, Prävention“.

## Wirken
Die Arbeits- und Forschungsschwerpunkte von Wiebke Steffen lagen in der  Politik- und Praxisberatung, insbesondere durch die Erstellung kriminologisch-sozialwissenschaftlicher Gutachten. Dies vor allem in den Bereichen: Junge Menschen als Opfer und Täter von Kriminalität, Migration und Kriminalität, Gewalt im sozialen Nahraum, Kriminalprävention, Zielsetzung und Erfolgsmessung in der polizeilichen Kriminalitätskontrolle, Evaluation, Aussagekraft und Aussagegrenzen von Kriminalstatistiken. 
Steffen war von 1988 bis 1990 Mitglied der Gewaltkommission der Bundesregierung, von 1997 bis 2006 Vorsitzende der Kommission Polizeiliche Kriminalprävention der Länder und des Bundes (KPK) und in dieser Funktion auch Mitglied der Projektleitung Polizeiliche Kriminalprävention der Länder und des Bundes (PLPK). 2006 und 2007 hat sie mehrere Expertisen für den Europäischen Wirtschafts- und Sozialausschuss erstellt.
Wiebke Steffen war lange Jahre im WEISSEN RING e.V. ehrenamtlich tätig. Seit Oktober 2010 war sie Vorsitzende des Fachbeirates Vorbeugung und Mitglied des Bundesvorstandes. Außerdem war Steffen seit 1997 Mitglied im Kongressmanagement und Programmbeirat des DPT – Deutscher Präventionstag gGmbH mit dem Aufgabenbereich „wissenschaftliche Beratung und Erstellung von Gutachten“. Seit 2007 erstellte sie die wissenschaftlichen Gutachten für die jeweiligen Schwerpunktthemen der jährlich stattfindenden Deutschen Präventionstage. Außerdem nahm sie für den Deutschen Präventionstag an den Konferenzen des Europäischen Netzwerkes für Kriminalprävention teil und vertrat ihn in der Jury für die Verleihung des „XY-Preises –Gemeinsam gegen das Verbrechen“ für Zivilcourage.
Als „Vorkämpferin für die Kriminalprävention“ wurde Wiebke Steffen im Februar 2010 mit der „Nick-Knatterton-Ehrenmütze“ des Landesverbandes Schleswig-Holstein des Bundes Deutscher Kriminalbeamter ausgezeichnet. Im November 2013 gehörte Wiebke Steffen zu den sechs Persönlichkeiten, denen erstmals die Bayerische Staatsmedaille Innere Sicherheit verliehen wurde. Damit würdigt der Freistaat außergewöhnliche Verdienste um die Innere Sicherheit in Bayern.
Wiebke Steffen starb im Juli 2017 im Alter von 71 Jahren.

## Schriften
- Gewalt von Männern gegenüber Frauen,  Bayerisches Landeskriminalamt, 1987
- Beleidigungen: Konfliktregelung durch Anzeigeerstattung?, Bayerisches Landeskriminalamt, 1986
- Kriminalitätsentwicklung Bayern,  Bayerisches Landeskriminalamt, 1983
- Untersuchung der Möglichkeiten des datenmässigen Abgleichs von Täterbegehungsmerkmalen zur Fallzusammenführung. Schriftenreihe des Bayerischen Landeskriminalamts, 1980–1982